# Jantoniów
Jantoniów – wieś w Polsce położona w województwie świętokrzyskim, w powiecie sandomierskim, w gminie Klimontów.
Nazwa oboczna Antoniów, na mapach także Kolonia Antoniówka. W 2025 r. PRNG weryfikując położenie miejscowości zmieniło w swej bazie przynależność administracyjną Jantoniowa na powiat opatowski, gmina Lipnik (gmina). Nazwa miejscowości nie jest używana w adresowaniu, adresy na tym terenie są przypisane do wsi Słoptów.
W latach 1975–1998 miejscowość administracyjnie należała do województwa tarnobrzeskiego.